# 金子ボボ
金子 ボボ（かねこ ボボ、1977年4月21日-)は、新潟お笑い集団NAMARAに所属していた元お笑い芸人で、現在はキリスト教の伝道師である。

## 概要
高校3年生の時にプロレスラーを夢見てトレーニングに励むが、プロレスラーの条件となる身長に足りずに断念。失意の中、保育士の母親が腰を痛めて離職する姿を見て「母の思いを継いで俺が保育士になろう」と決心する。
保育士の専門学生の時に友人に誘われたお笑いライブでNAMARAに心を奪われ、その日のうちに事務所の門を叩く。学校に内緒で週末はライブに出演し、専門学校を卒業後、胎内市や新潟市で保育士をしながら、県内の保育園や幼稚園でお笑いショーを披露した。その後、芸人一本に絞った。
段ボールに絵を描くアーティストとしても活躍し、子供や動物を詰め込むように描きカラフルに色付けする独特の世界観で評価された。絵本やCDジャケットの絵も手掛け、新潟日報では連載の挿絵も担当した。
クリスチャンとして教会に通っていた2021年6月に伝道師になることを誘われ「自分を成長させられるし、面白そうだ」と決断し、2022年4月から東京都足立区のキリスト教会で伝道師として聖書の教えを伝えている。